# Autodeterminaziorako Bilgunea
Autodeterminaziorako Bilgunea (AuB) (en català: Punt de trobada per a l'autodeterminació) és el nom d'una plataforma electoral constituïda el 16 de febrer de 2003 sota el lema Asko gara. Bil gaitezen!- Som molts. ¡Unim-nos! per a les eleccions de les diputacions forals d'Àlaba, Guipúscoa i Biscaia, així com per a les eleccions al Parlament de Navarra de 2003.
Poc abans de la formació d'aquesta agrupació electoral, el partit polític abertzale Batasuna va ser il·legalitzat en virtut de la Llei de Partits espanyola. La primera cita electoral després de la il·legalització eren les eleccions municipals del 25 de maig de 2003, que en el País Basc coincidien amb les eleccions a les diputacions forals i a Navarra amb les eleccions autonòmiques al parlament de la Comunitat Foral.
Per afrontar aquestes eleccions municipals les agrupacions locals de Batasuna van crear desenes de plataformes electorals locals, mentre que es constituïa una gran plataforma electoral anomenada AuB com a substituta de l'organització il·legalitzada en aquells comicis que sobrepassaven l'àmbit local.
El punt de trobada dels integrants de la plataforma pretenia ser la defensa del dret d'autodeterminació, tal com vol dir AuB. La plataforma va ser presentada el 14 de febrer de 2003 i un mes més tard havia aconseguit les signatures necessàries per a la seva participació en les eleccions. El portaveu d'AuB era Joxe Ramón Etxebarria.
Les candidatures d'AuB incloïen alguns antics dirigents de Batasuna, així com nombrosos militants i persones afins a aquesta organització, i fins i tot algun pres relacionat amb ETA.
La presència d'AuB en les eleccions va ser impugnada per la fiscalia de l'estat i el Tribunal Suprem va entendre que la presència de militants i dirigents de Batasuna en aquesta candidatura demostrava el seu caràcter de continuadora del partit polític Batasuna; el que obstaculitza com suposat per a la seva il·legalització. Posteriorment el Tribunal Constitucional va confirmar aquesta sentència la vespra de l'inici de la campanya electoral. La gran majoria de les candidatures locals presentades per Batasuna van córrer la mateixa sort, encara que algunes van poder presentar-se al no comptar amb antics candidats i militants de Batasuna en les seves llistes. També es va donar el cas contrari, candidatures locals independents no impulsades per Batasuna van ser il·legalitzades en comptar entre les seves llistes a antics candidats d'aquest partit.
Des d'AuB es va fer una crida a votar en les eleccions amb unes paperetes que van fabricar ells mateixos. Aquests vots es van comptabilitzar com a nuls; encara que interventors d'AuB van fer un recompte paral·lel d'aquests vots nuls per estimar el suport electoral amb el qual explicaven i reclamar posteriorment als restants partits polítics la representació que segons el seu criteri els hagués d'haver correspost.
Després de la il·legalització i passades les eleccions AuB es va dissoldre. En posteriors eleccions, participants en aquestes candidatures recolzarien plataformes electorals com Herritarren Zerrenda o Aukera Guztiak.